# Complot de l'Ascension

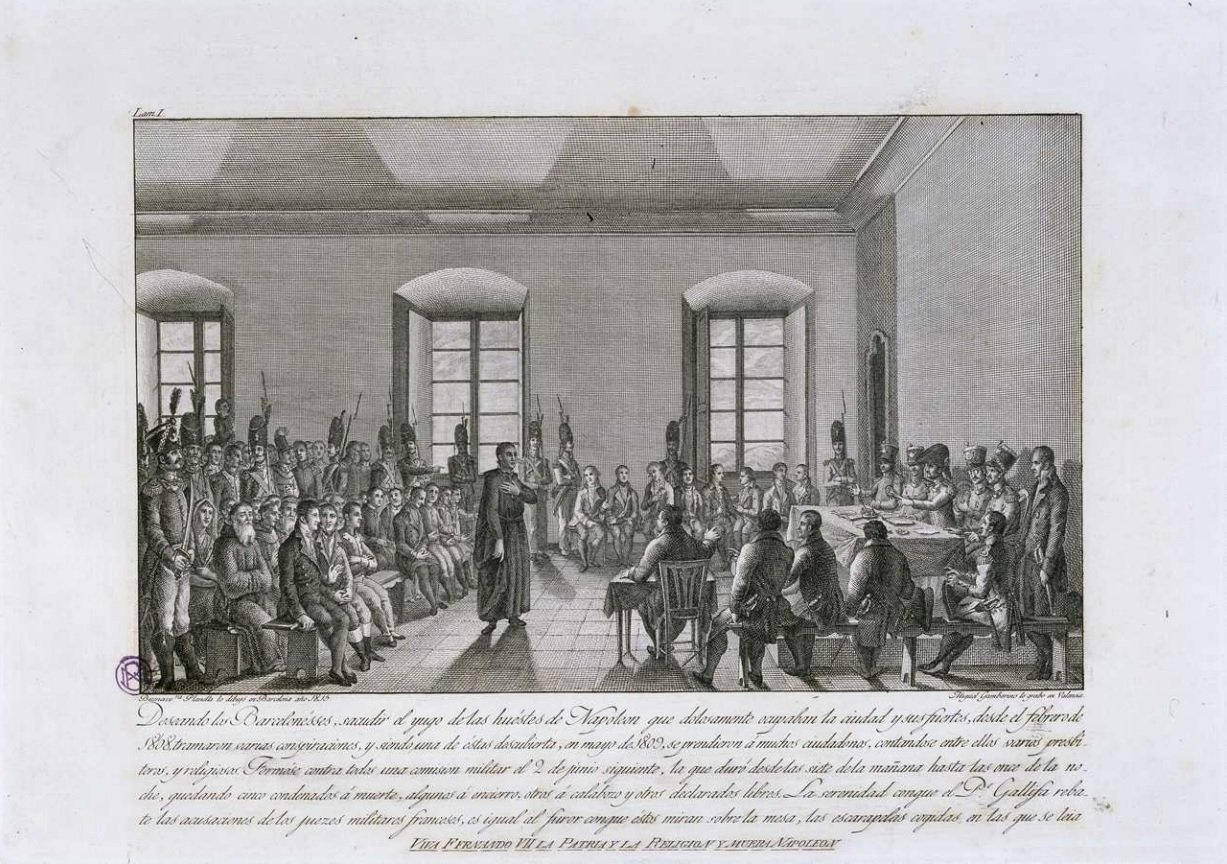
Gravure de Miguel Gamborino d'après un dessin de Buenaventura Planella qui représente le moment où des Catalans prêtent serment contre l'envahisseur français.

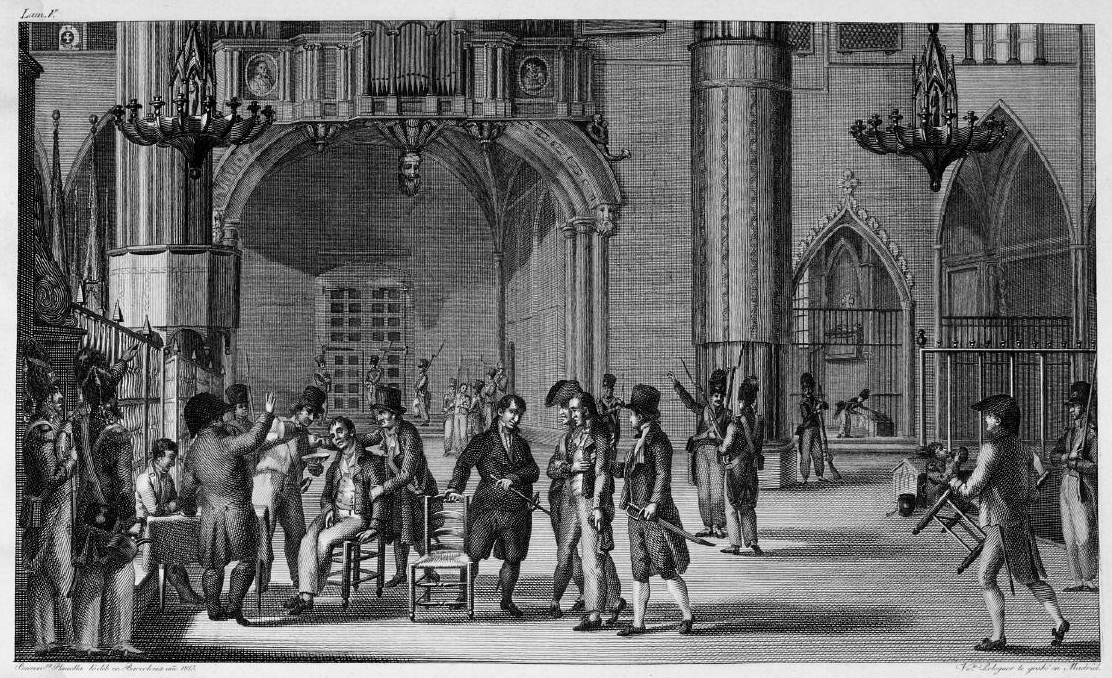
Gravure d'après un dessin de Buenaventura Planella qui représente la reddition de Mas, Portet et Lastortas. Évanouis après trois jours cachés dans l'organe de la cathédrale, la police les ranime avec du vin.

Le Complot de l'Ascension (en espagnol : Complot de la Ascensión) est le nom par lequel est connu, en Espagne, un plan de sédition échoué qui a eu lieu entre le 11 et le 12 mai 1809 — nuit de l'Ascension — à Barcelone contre les troupes napoléoniennes installées dans la ville, lors de la guerre d'indépendance espagnole.